# Киро Киров (революционер)
Киро (Киряк) Димитров Киров е български революционер, деец на Вътрешната македоно-одринска революционна организация.

## Биография
Киров е роден в 1864 година в костурското село Загоричани, тогава в Османската империя, днес в Гърция. В 1901 година влиза във ВМОРО, покръстен от Гоце Делчев в присъствието на войводата Кузман Стефов и четата му в къщата на Димитър Карадимов. Изпълнява куриерски функции, посреща чети и пренася оръжие. Участва в Илинденско-Преображенското въстание през лятото на 1903 година с четите на Манол Розов и Михаил Николов, като взима участие в превземането на Клисура и в превземането на Невеска. След разгрома на въстанието и изгарянето на Загоричани Киров емигрира в Свободна България.
На 23 февруари 1943 година, като жител на Пловдив, подава молба за българска народна пенсия, която е одобрена и пенсията е отпусната от Министерския съвет на Царство България.